# Aníbal de Bettencourt

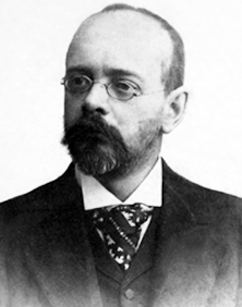
Aníbal de Bettencourt

Aníbal de Bettencourt (* 21. Juni 1868 in Angra do Heroísmo; † 9. Januar 1930 in Lissabon) war ein portugiesischer Mediziner und Bakteriologe. Er gilt als Pionier der bakteriologischen Forschung in Portugal.

## Biografie
Aníbal de Bettencourt wurde in Angra do Heroísmo auf den Azoren als Sohn von Nicolau Moniz de Bettencourt und Francisca Virgínia da Cunha da Silveira de Bettencourt geboren. Er heiratete Dídia Clotilde Corte Real Martins, die ihm die Kinder Maria Clotilde Corte Real Moniz de Bettencourt und Nicolau José Martins de Bettencourt gebar.
Nach Abschluss seines Sekundarstudiums am Liceu Nacional de Angra do Heroísmo schloss er sein Medizinstudium an der Escola Médico-Cirúrgica de Lisboa ab und verteidigte im Juni 1893 seine Eröffnungsdissertation mit dem Titel Bacilo typhico e B. coli. Um novo argumento a favor da sua identidade. Er widmete sich der bakteriologischen Forschung, damals ein Novum in Portugal, und war einer der ersten Forscher, die sich an portugiesischen Institutionen auf dieses Thema spezialisierten. Dadurch gehörte er zu den Pionieren der bakteriologischen Forschung in Portugal, ein Gebiet, auf dem er im Ausland zu einer angesehenen Autorität wurde.
Er war ein enger Mitarbeiter von Luís da Câmara Pestana, dessen Nachfolger er in der Leitung des Bakteriologischen Instituts wurde, das während seiner Amtszeit zu Ehren seines Gründers als Real Instituto Bacteriológico de Câmara Pestana bekannt wurde. Vom Bakteriologischen Institut aus begann er, die Aktivitäten portugiesischer Hygieniker zu unterstützen, ihre Forschungsaufgaben zu fördern und sich an Teams zu beteiligen, die Fachartikel in internationalen Fachzeitschriften veröffentlichten, in einem der Bereiche, die Pionierarbeit bei der Internationalisierung der portugiesischen Wissenschaft leisteten.
Zusätzlich zu seiner Arbeit als Direktor des Instituts und als Forscher arbeitete er an der Bekämpfung mehrerer in Portugal auftretender Epidemieausbrüche mit, wobei der Schwerpunkt auf der Cholera-Epidemie lag, die 1893/94 in Lissabon ausbrach. Über diese Epidemie war er als Autor eines Berichts beteiligt, der in deutscher Sprache im Centralblatt für Bakteriologie und Parasitenkunde veröffentlicht wurde, einer wissenschaftlichen Zeitschrift, die in Jena unter der Leitung von Oscar Uhlworm herausgegeben wurde.
Im Jahr 1901 wurde ihm angetragen, eine medizinische Mission nach Angola zu leiten, um die Afrikanische Trypanosomiasis, die auch als Schlafkrankheit bekannt ist, zu erforschen, was zur ersten großen Arbeit über die Pathologie auf angolanischem Gebiet führte. In Zusammenarbeit mit mehreren Forschern widmete er sich auch der Erforschung anderer Infektionskrankheiten, darunter zerebrospinaler Meningitis und Bilharziose, wobei er im letzteren Fall den jeweiligen Parasiten untersuchte.
Im Laufe seiner Karriere veröffentlichte er allein und in Zusammenarbeit mit mehreren Co-Autoren mehr als 60 wissenschaftliche Artikel über Bakteriologie und Parasitologie, die in portugiesischen Zeitschriften erschienen, insbesondere in den Arquivos do Instituto Câmara Pestana, einer von ihm 1906 gegründeten Zeitschrift, sowie in französischen und deutschen Zeitschriften.
Als das Institut für Bakteriologie durch einstimmigen Beschluss des Akademischen Rates der Medizinischen Fakultät der Universität Lissabon in die Universität Lissabon integriert wurde, wurde er 1911 eingeladen, dieses Fach am Lehrstuhl für Bakteriologie und Parasitologie an dieser Fakultät zu lehren, das in den Studiengang Medizin aufgenommen wurde.
Im Jahr 1901 wurde ihm der Rang eines Kommandeurs des Ordens des heiligen Jakob vom Schwert verliehen. Er war korrespondierendes, aktives, ordentliches und Ehrenmitglied mehrerer wissenschaftlicher Institutionen in Portugal und im Ausland. Er war Präsident der Portugiesischen Gesellschaft für Biologie und der Portugiesischen Gesellschaft für Naturwissenschaften.
Er widmete sich außerdem dem Studium und der Praxis der Fotografie und war Gründer und erster Präsident der Portugiesischen Gesellschaft für Fotografie (Sociedade Portuguesa de Fotografía).

## Schriften (Auswahl)
- Luís da Câmara Pestana, Aníbal de Bettencourt: Primeiro relatório apresentado ao Exmo. Ministro do Reino sobre a análise bacteriológica das águas potáveis de Lisboa. In: Medicina Contemporânea. Band 10, 1892, S. 401.
- Luís da Câmara Pestana, Aníbal de Bettencourt: Bakteriologische Untersuchungen über die Lissaboner Epidemie von 1894. In: Oscar Uhlworm (Hrsg.): Centralblatt für Bakteriologie und Parasitenkunde. Band 16, Nr. 10/11. Jena 1894, S. 401–412 (Digitalisat).
- Ueber das Vorkommen feiner Spirillen in den Faeces. In: Centralblatt für Bakteriologie und Parasitenkunde. Band 17, 1895, S. 522.
- Ueber die Anwesenheit Leprabacillus in der Medulla eines an Syringomyelitis gestorbenen Individuums. In: Centralblatt für Bakteriologie und Parasitenkunde. Band 19, 1896, S. 698.
- Aníbal de Bettencourt et al.: Doença do Somno. Relatórios enviados ao Ministério da Marinha pela missão scientífica nomeada por portaria de 21 de Fevereiro de 1901. Libanio da Silva, Lissabon 1901.
- Aníbal de Bettencourt et al.: Ueber die Aetiologie der Schlafkrankheit. In: Centralblatt für Bakteriologie, Parasitenkunde und Infektionskrankheiten. Band 35, 1904, S. 45, 212, 316–323.
- Aníbal de Bettencourt, I. Borges: Subsídios para o estudo bacteriológico das águas potáveis de Angra do Heroísmo. In: Arquivos do Instituto Câmara Pestana. Band 1, 1906, S. 215.
- Aníbal de Bettencourt, I. Borges: Sur une Theileria parasite du Cephalophus grimmi (L.). In: Bulletin de la Société Portugaise des Sciences Naturelles. Band 3, 1909, S. 64.
- Aníbal de Bettencourt et al.: La bilharziose vésicale en tant que maladie autochtone au Portugal. In: Comptes-rendus Société de Biologie. Band 85, 1921, S. 785.
- Aníbal de Bettencourt, I. Borges: À propos du mémoire de P. Remlinger sur l'absence de la bilharziose à Tanger. In: Bulletin de la Société de Pathologie Éxotique. Band 20, 1927, S. 350.